# Achanarras-Steinbruch

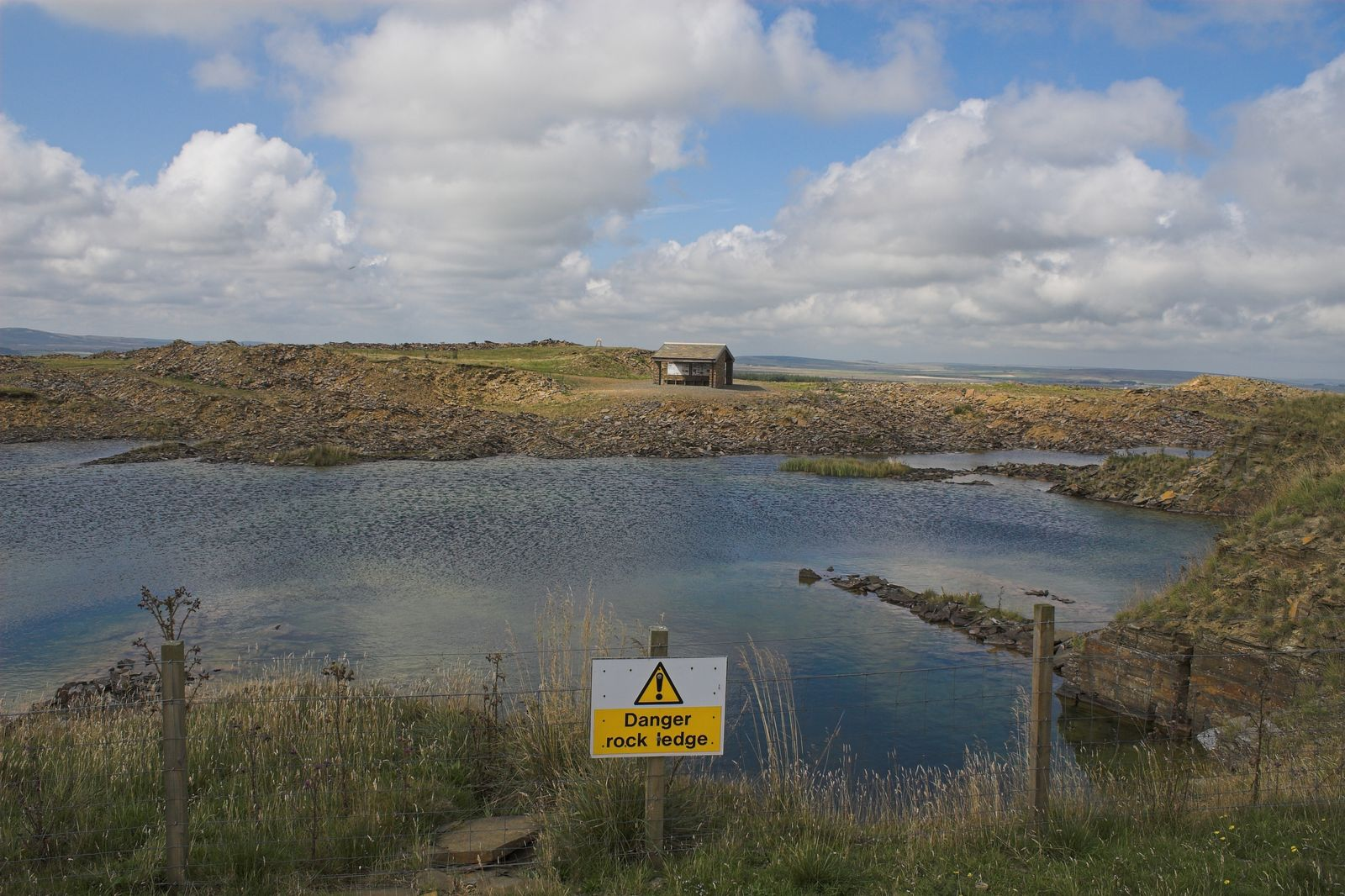
Achanarras Quarry

Der unscheinbare Steinbruch Achanarras Quarry südlich der schottischen Ortschaft Halkirk ist eine der bedeutendsten Fundstätten fossiler Fische aus dem Devon weltweit. Ursprünglich wurden hier Flagstones, also Natursteinplatten aus Sandstein abgebaut, die neben der lokalen Verwendung in Zäunen, für Dacheindeckungen und als Gehwegplatten auch exportiert wurden. Der Abbau der leicht zu spaltenden Steine begann in der Grafschaft Caithness in Schottland mit Beginn des 19. Jahrhunderts. In der Blütezeit um 1900 waren ca. 1000 Arbeiter in den Steinbrüchen und Fabriken beschäftigt. Mit steigenden Transportkosten erlebte die Industrie jedoch ihren Niedergang.